# Rovers FC (Guam)
El Rovers FC es un equipo de fútbol amateur de Guam que milita en la Guam Men's Soccer League, la primera división de fútbol en el país.

## Historia
Fue fundado en el año 2008 con el fin de promover el deporte en la isla, así como de crear a un club que compita con los clubes que dominan el deporte en las islas.
Cuenta con un equipo filial en segunda categoría, un equipo de mayores de 40 años y una sección de fútbol femenil.
El club ha sido la razón por la cual en los últimos años ha crecido el nivel de Guam en el ránkin FIFA, ya que desde el año 2011 la selección nacional ha ascendido del lugar 201 al 146, incluyendo resultados que anteriormente habrían sido imposibles de conseguir como el empate 0-0 ante Irán por la eliminatoria a la Copa Mundial de Fútbol de 2018.

### Nivel Internacional
El club juega en ocasiones en torneo amistosos organizados en Hong Kong y en las Islas Marianas del Norte, aunque también hay interés en jugar partidos en Japón, Filipinas y Corea del Sur. También está entre sus planes jugar en la Copa AFC en su etapa de clasificación con el fin de hacer que el nivel futbolístico en Guam crezca como en otros países miembros de la AFC.

## Palmarés
- Guam Men's Soccer League: 5

2013/14, 2014/15, 2015/16 2016/17, 2017/18, 2018/19
- Copa FA de Guam: 2

2014, 2015/16

## Participación en competiciones de la AFC
| Temporada | Torneo  | Ronda          | Club             | Casa | Visita | Global |
| --------- | ------- | -------------- | ---------------- | ---- | ------ | ------ |
| 2017      | AFC Cup | Clasificatoria | Dordoi Bishkek   | 0–2  | 3º     |        |
| 2017      | AFC Cup | Clasificatoria | Benfica de Macau | 2–4  | 3º     |        |